# Bob Dadae
Bob Dadae (ur. 8 marca 1961 w prowincji Morobe) – papuański polityk, deputowany do Parlamentu Narodowego od 2002, minister obrony w latach 2007–2011. Gubernator generalny od 28 lutego 2017.

## Życiorys
W 1975 ukończył szkołę podstawową w Derim w prowincji Morobe, a w 1979 szkołę średnią Bugandi High School w Lae. W 1988 uzyskał tytuł licencjacki z dziedziny handlu na University of Papua New Guinea w Port Moresby, a w 1995 tytuł magistra administracji biznesu na Griffith University w Brisbane.
W wyborach w czerwcu 2002 zdobył po raz pierwszy mandat do Parlamentu Narodowego z ramienia Partii Zjednoczonej (United Party, UP). Po wyborach został wybrany jej wiceprzewodniczącym. 30 czerwca 2004 został wybrany wiceprzewodniczącym Parlamentu Narodowego, pełniąc tę funkcję do końca kadencji parlamentu. W wyborach parlamentarnych w lipcu 2007 uzyskał reelekcję.
Od 29 sierpnia 2007 do 2 sierpnia 2011 zajmował stanowisko ministra obrony w rządzie premiera Michaela Somare. Przed wyborami parlamentarnymi w lipcu 2012 wstąpił do Ludowej Narodowej Partii Kongresowej (PNCP) i z jej ramienia uzyskał kolejny mandat parlamentarny. 1 lutego 2017 został wybrany przez Parlament Narodowy na urząd gubernatora generalnego Papui-Nowej Gwinei. Urząd objął 28 lutego 2017.